# Jacques du Theil
Jacques du Theil, seigneur de la Lande, la Rochère et l’Âge-Malcouronne, qualifié de marquis de la Lande, puis marquis du Theil, naquit et fut baptisé au Dorat le 11 avril 1741. Il y mourut le 21 janvier 1808.

## L’Ancien Régime
Né au Dorat en 1741, Jacques du Theil est le fils de Louis du Theil et de Marie-Thérèse-Geneviève Vacherie (fille de Jacques de la Valette, conseiller du roi).
En 1754, il entre aux mousquetaires, avant de faire campagne à Terre-Neuve, probablement en 1756, comme lieutenant au régiment Royal-la-Marine.[réf. nécessaire]
En 1765, il devient capitaine au régiment de Coigny,, régiment de dragons qui devient bientôt le régiment de Damas, puis le régiment d’Artois en 1774, et le Douzième Dragon en 1791. Son nom reste dans les états de son régiment jusqu’en 1769. Il reçoit le brevet de chevalier de l’ordre de Saint-Louis, le 12 février 1784.
Le 5 octobre 1765, alors capitaine-commandant du régiment de Damas, il fait ses preuves de noblesse devant d’Hozier pour se faire présenter à la cour.
Le 24 août 1766, il épouse à Paris, Amélie de Savary de Nesserves (Thérèse-Pauline-Amélie), fille mineure de Pierre-Paul de Savary. Elle meurt le 21 avril 1784 à l’âge de quarante ans. Ils ont eu trois fils atteignant l’âge adulte :
1. Israël-Théobald (1770 – 1834)
2. Charles – François (1772 – 1852)
3. Pierre-Paul (1775 – 1799)

En 1774, dans Les Affiches du Poitou, sa seigneurie de la Lande est annoncée mise en vente. Le 31 juillet 1778, dans un souci de regroupement de ses terres autour du Dorat, il vend la seigneurie de la Lande.

## La Révolution
À la suite de cette transaction, il est appelé marquis du Theil. Titre et nom sous lesquels, avec ceux de seigneur de la Rochère et de l'Age-Malcouronne, il est convoqué, en 1789, à l’assemblée de la noblesse de la Basse-Marche par Paul de Nollet, comte de Laipaud, sénéchal d’épée de ladite province. Il était le quatrième Paul de Nollet à exercer cette fonction. Jacques du Theil préside  cette assemblée qui désigne son député aux États-Généraux.[réf. nécessaire]
Jacques du Theil siège au conseil général de la ville du Dorat. Le 14 juillet 1790, la garde nationale du Dorat, dont il est devenu le commandant, défile musique en tête, redingote bleue et culotte blanche, par les rues de la ville.
Le 8 mai 1791, il fait une demande pour être indemnisé des dîmes inféodées qu’il percevait sur la paroisse de Mouterre-sur-Blourde, et que la Constituante a supprimées.
En 1792, ayant participé au complot royaliste du Poitou, il émigre, avec son fils aîné, sous-lieutenant de la garde nationale.
Jacques est nommé, le 30 avril 1792 brigadier de la deuxième compagnie noble d’ordonnance du roi, à Coblence. Ses biens, trois métairies, divers prés, borderies et sa maison sise au Dorat (4, place Saint-Jean) sont confisqués et vendus comme biens nationaux en 1793,.
Il teste à Londres le 26 mai 1795 comme major du régiment de M. le duc de Châtillon. En juin et juillet 1795, il participe à l’expédition de Quiberon en tant qu’officier supérieur du régiment du prince de Léon.
En 1802, il rentre en France avec son fils Théodebald avec des passeports établis par Fouché et délivré à Bruxelles. Ils s'installent dans la commune de Haims en Haute-Vienne. Il participe à l’animation des réseaux royalistes du Poitou. Arrêté, il est interrogé puis est emprisonné deux ans au fort de Joux, puis assigné à résidence au Dorat, où il meurt.
Ses deux autres fils ont servi dans les armées de la République. Charles – François y fut officier jusqu’à sa démission au début de l’automne 1801. Pierre-Paul est tué devant Alexandrie (Italie) pendant la campagne d’Italie.